# Kepler (software)
Kepler é um projeto de software livre escrito em Lua que fornece uma plataforma de desenvolvimento de sites portátil e extensível . A versão estável atual é Kepler 1.1.1, para Lua 5.1. O Kepler funciona no Windows e na maioria das variantes do Unix .
A plataforma foi projetada para funcionar com vários ambientes de serviço da Web, chamados de "iniciadores" na terminologia do Kepler. O Kepler inclui lançadores para Apache ( mod lua ), FastCGI , CGI , ISAPI , bem como um servidor web nativo escrito em Lua pura, chamado Xavante [1]

## Frameworks
O Kepler também fornece as seguintes estruturas:
- WSAPI - uma API de servidor web que abstrai o servidor web de aplicações web Lua a la Rack e WSGI
- Orbit - uma estrutura da web do controlador de visão de modelo baseado em WSAPI (MVC)

## Módulos
O Kepler também oferece os seguintes módulos:
- CGILua - ferramenta para criar páginas da Web dinâmicas e manipular dados de entrada de formulários da Web, fornecendo um paradigma de programação semelhante a CGI para diferentes lançadores, como Xavante e mod_lua
- LuaSQL - uma interface de Lua a um DBMS , permitindo programas Lua para se conectar ao ODBC , ADO , o Oracle , MySQL , SQLite e PostgreSQL bancos de dados
- Copas - um despachante baseado em co - rotina , usado por Xavante
- Cosmo - um mecanismo de modelagem que é "seguro" protegendo aplicativos de códigos arbitrários dentro de modelos
- Coxpcall - encapsulamento compatível com co-rotina de pcall e xpcall nativos
- LuaFileSystem - uma biblioteca de rotinas de manipulação de arquivos complementando o conjunto básico de Lua
- Rings - uma biblioteca para criar ambientes de execução Lua isolados de dentro de Lua
- LuaExpat - uma interface para a biblioteca de processamento XML  é um projeto de Expat
- LuaLogging - uma API de registro simples
- LuaZip - biblioteca para leitura de arquivos ZIP é um projeto de
- MD5 / DES56 - biblioteca criptográfica básica, fornecendo uma função de resumo e um par criptografar / descriptografar

## Webapps no Kepler
- Sputnik é um wiki com Kepler embutido

## Histórico de lançamento
| Versão   | Encontro                               | Notas |
| -------- | -------------------------------------- | ----- |
| 1.1.1    | 11 de março 2009; 11 anos atrás        |       |
| 1.1      | 10 de julho de 2008; 12 anos atrás     |       |
| 1.1 beta | 21 de novembro de 2007 ; Há 12 anos    |       |
| 1.0      | 30 de novembro de 2006 ; 13 anos atrás |       |